# Cerros de Alcalá
Cerros de Alcalá sau Montes de Valdealcalá, așa cum au fost, de asemenea, cunoscute istoric, sunt un ansamblu de înălțimi plate și vârfuri situate la sud-est de râul Henares . Acestea marchează limita dintre regiunile istorice Alcarria de Alcalá⁠(d) (din care fac parte) și Campiña de Alcalá, pe teritoriul municipiului Alcalá de Henares (Comunitatea Madrid) Spania; și orașele vecine din sud: Anchuelo⁠(d) (comunitatea Madrid), Villalbilla⁠(d) (comunitatea Madrid), Torres de la Alameda (comunitatea Madrid) și Los Santos de la Humosa (comunitatea Madrid). Acestea sunt formate din pante abrupte care se ridică spre sud de pe malul râului Henares și care, în unele puncte, ajung să fie tăiate vertical; și vârfuri plate, cu versanți ușor proeminenți spre sud, sub formă de doc. În municipiul Complutense ajung la 843 metri deasupra nivelului mării . 

## Istorie

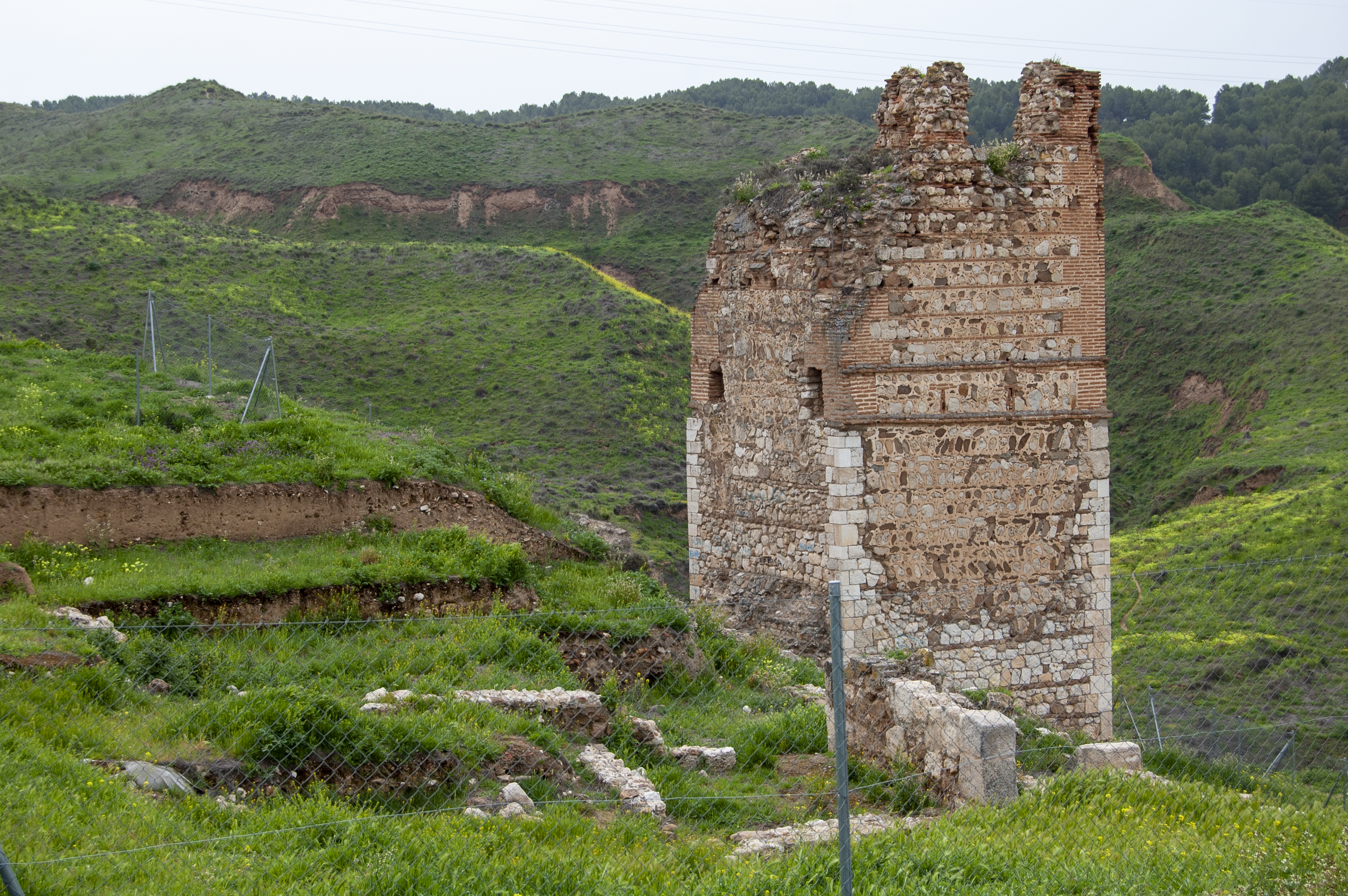
Ruinele cetății.

Dealurile erau locuri de apărare mai ușoare decât câmpurile, din acest motiv oppidumul preroman și cetatea maură Alcalá la Vieja⁠(d) erau situate pe ele. Cu toate acestea, pe câmpia Henares s-au amplasat orașul roman Complutum⁠(d) și orașul înalt-medieval care s-a dezvoltat devenind Burgo de Santiuste.
Pe Cuesta del Zulema, în zona în care se află în prezent cimitirul Jardin, a existat o magazie de pulbere militară care a explodat la 6 septembrie 1947. 
În prezent, Cerro del Viso găzduiește o instalație militară și antene repetatoare de telefon și televiziune. 
În 2000, zona cunoscută sub numele de Parque de los Cerros de Alcalá de Henares a fost declarată munte de utilitate publică. 

## Acces
Cerros de Alcalá au două intrări principale: 
- drumul M-300 (șoseaua Pastrana) care pe versantul Gurugú are o parcare de pământ în fața cimitirului Jardin.
- și de-a lungul drumului Zulema, care începe de la Podul Zulema, în Alcalá de Henares, și este ieșirea sa naturală spre Alcarria.

## Numele dealurilor

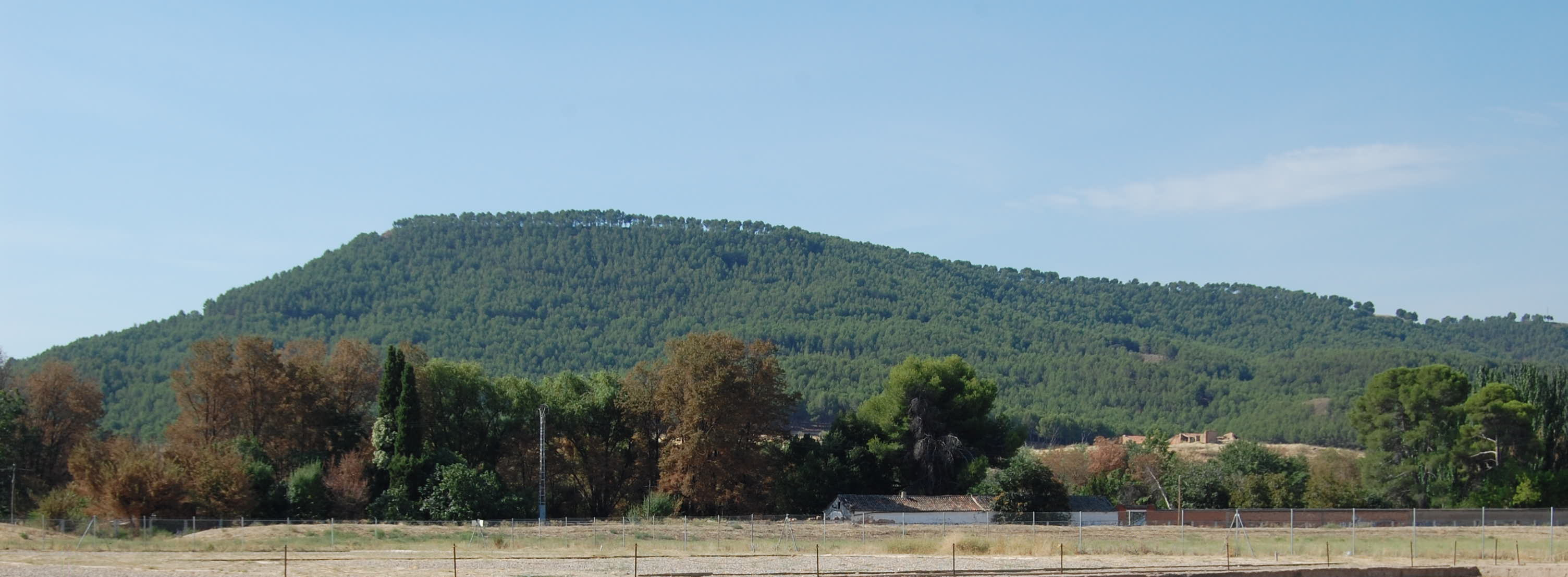
Cerro del Viso.

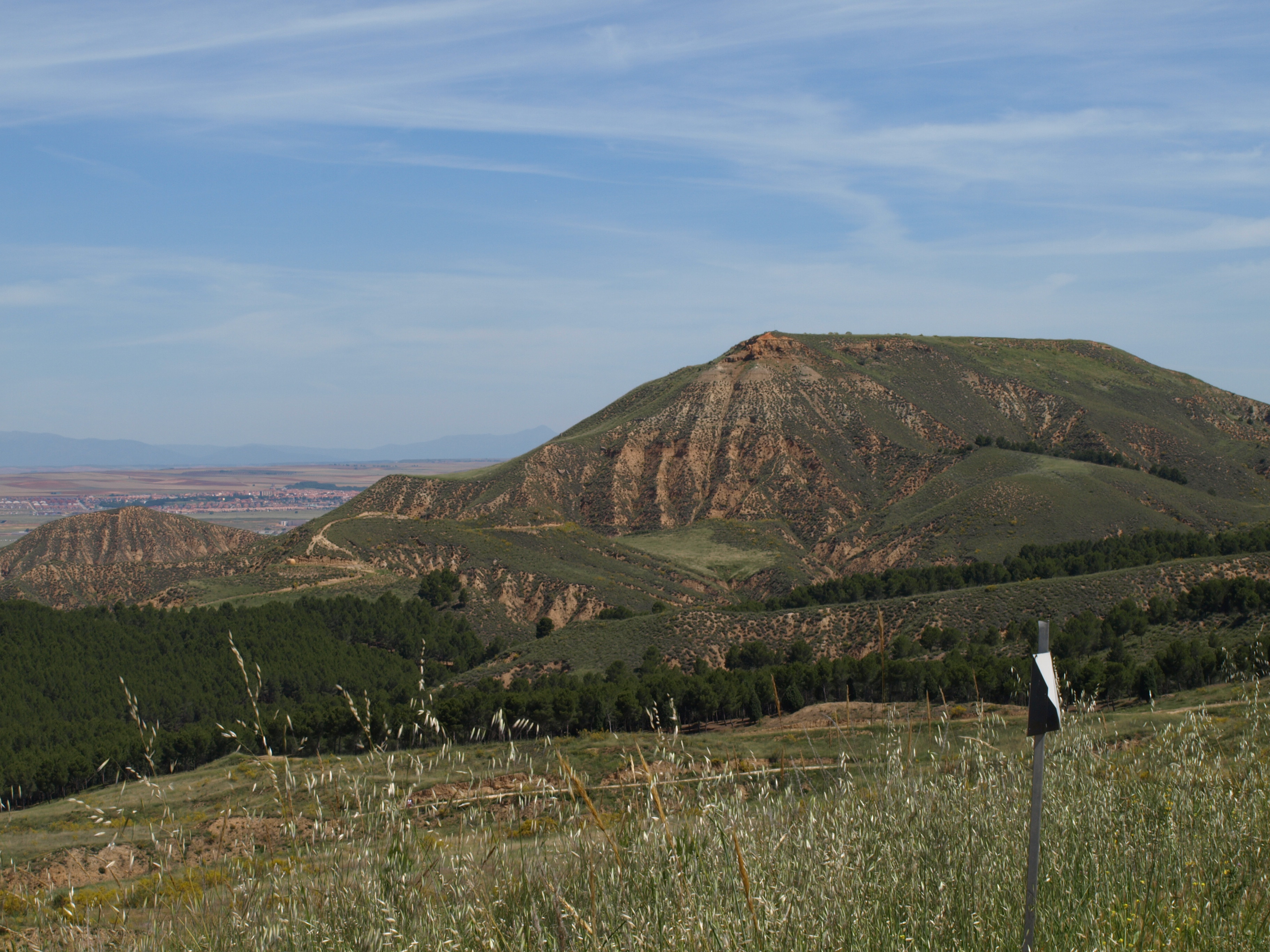
Cerro del Ecce Homo.

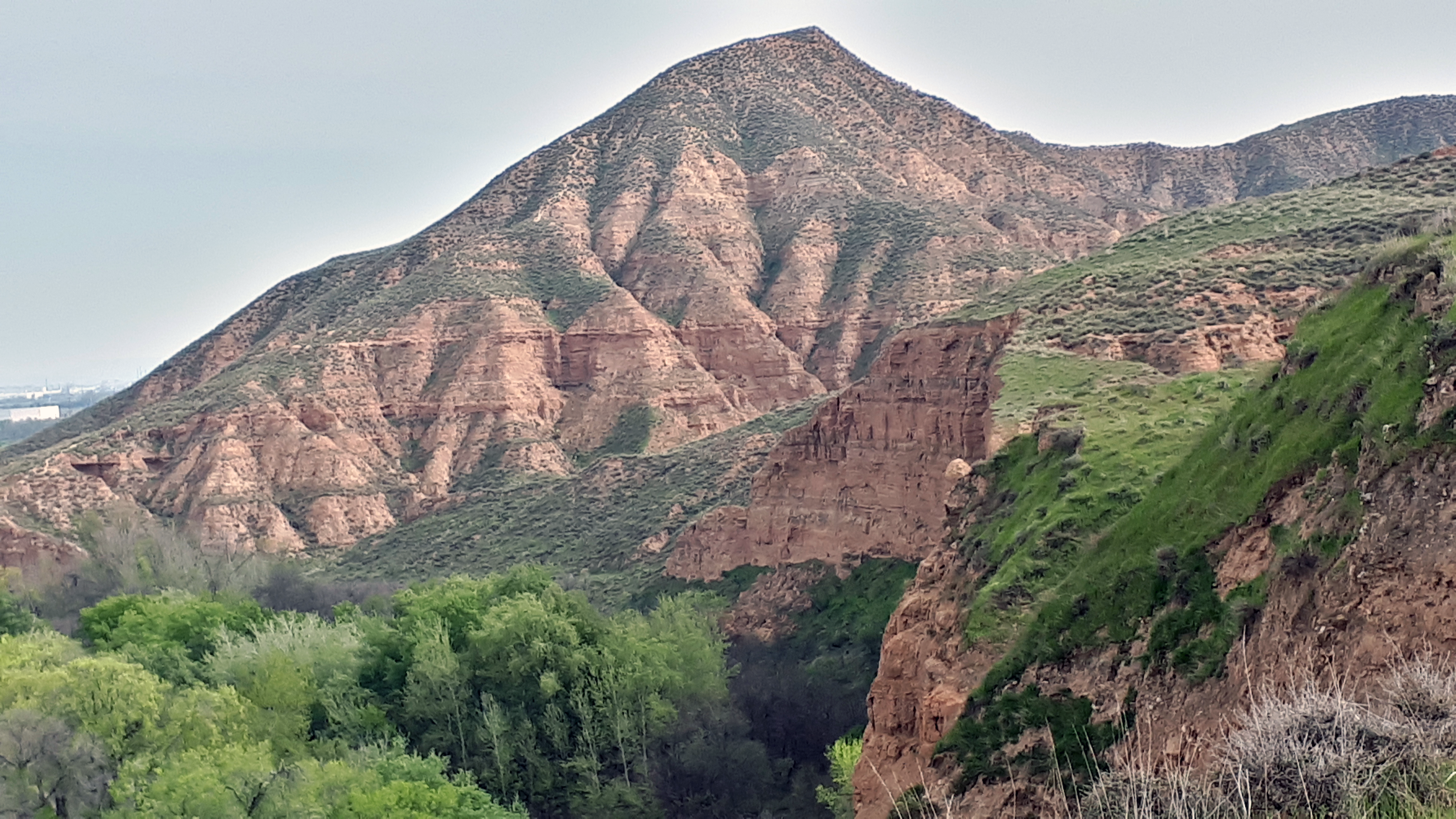
Cerro La Tortuga.

Fiecare dintre piscuri își primește propriul nume:
- Cerro del Ecce Homo⁠(d) sau de la Vera Cruz, la 835,5 metri deasupra nivelului mării .
- Cerro del Viso, la 784 metri deasupra nivelului mării . Numit și Monte Zulema pentru o legendă despre masa regelui Solomon.
- Cerro La Tortuga de 731 metri deasupra nivelului mării .
- Cerro de Las Hondas la 725,55 metri deasupra nivelului mării . Situat în direcția Villalbilla⁠(d) .
- Monte Gurugú la 711 metri deasupra nivelului mării . Numit după muntele african Gurugú, cunoscut pentru o bătălie din Războiul Spaniol-Marocan la care a participat o unitate de cavalerie care se antrenase pe acest deal.
- Cerro Malvecino de 698 metri deasupra nivelului mării . De acolo s-a desfășurat asediul creștin din 1118 la cetatea musulmană.
- Cerro Los Guardias, la 643 metri deasupra nivelului mării .
- Salto del Cura . Pe el se află un fort celtiberian.

### Alte nume de locuri
- La Esgaravita
- Cueva de los Gigantones sau del Champiñón
- La Oruga
- Isla del Colegio
- Tabla Pintora
- La Alvega-Cuesta de Los Barrancos
- Los Catalanes

## Geomorfologie

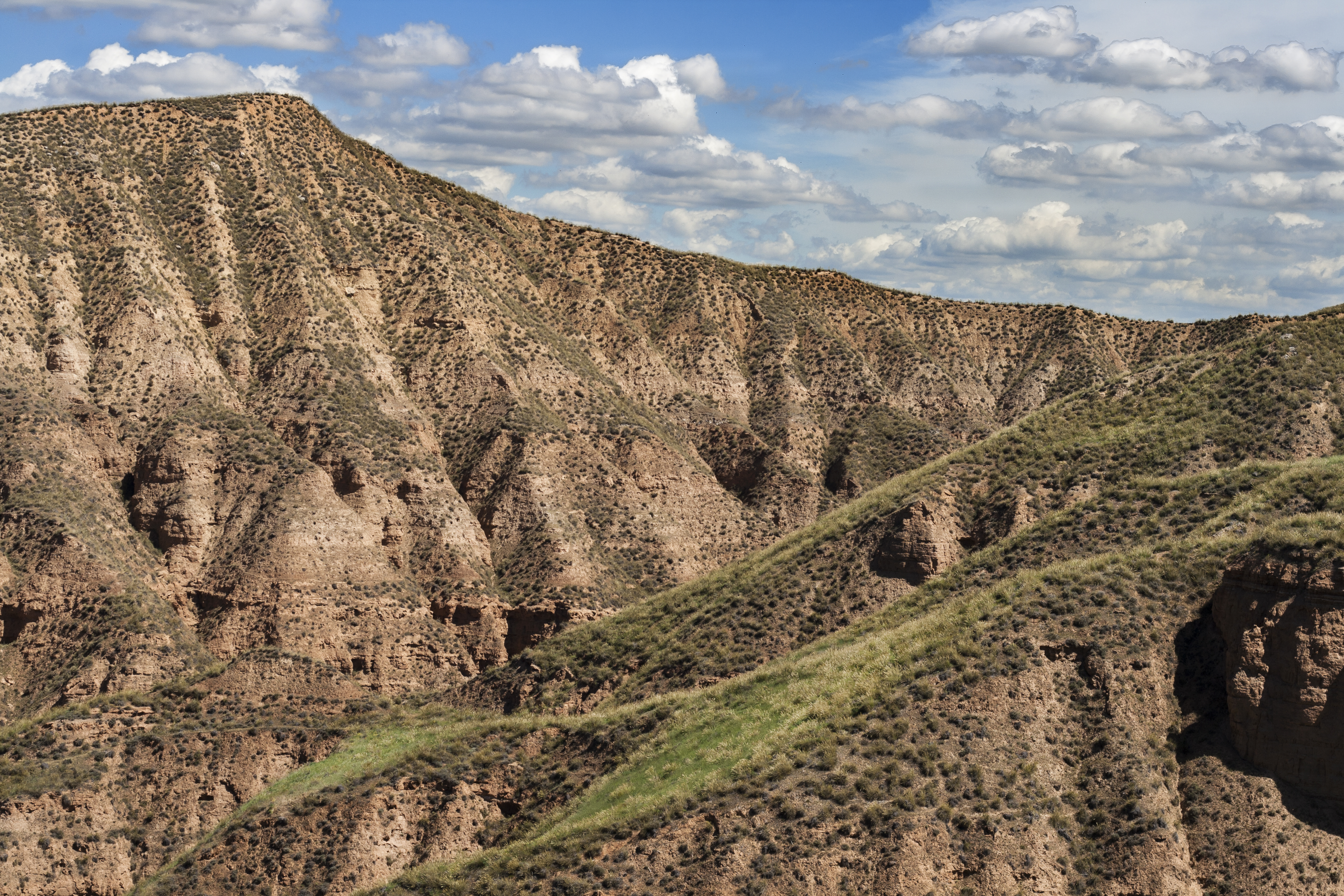
Geomorfologia Cerros de Alcalá.

Dealurile Alcalá constituie o parte a unui coridor abrupt care flanchează râul Henares la sud de Alto Henares, în provincia Guadalajara, până aproape de gura râului în Jarama . În această ultimă secțiune, dealurile care pun în contact La Alcarria cu La Campiña sunt abia perceptibile. Barranco de la Zarza axul său central, într-o direcție de la est la vest. 
Geomorfologic, Ecce-Homo (836 msm ) și Viso (784 msm ) sunt considerate dealuri inselberg .  Sunt alcătuite din straturi orizontale. Straturile superioare sunt formate din roci calcaroase din perioada pontiană (Miocenul superior ), mai dure și de o culoare mai deschisă decât gresii care formează straturile inferioare. Râul a excavat terase fluviale de-a lungul perioadelor glaciare și interglaciare ale cuaternarului .

## Paleontologie
În dealuri au fost găsite fosile terțiare , inclusiv câteva scoici gigantice de broască țestoasă (Testudo bolivari sau Cheirogaster bolivari ). 

## Fauna si flora

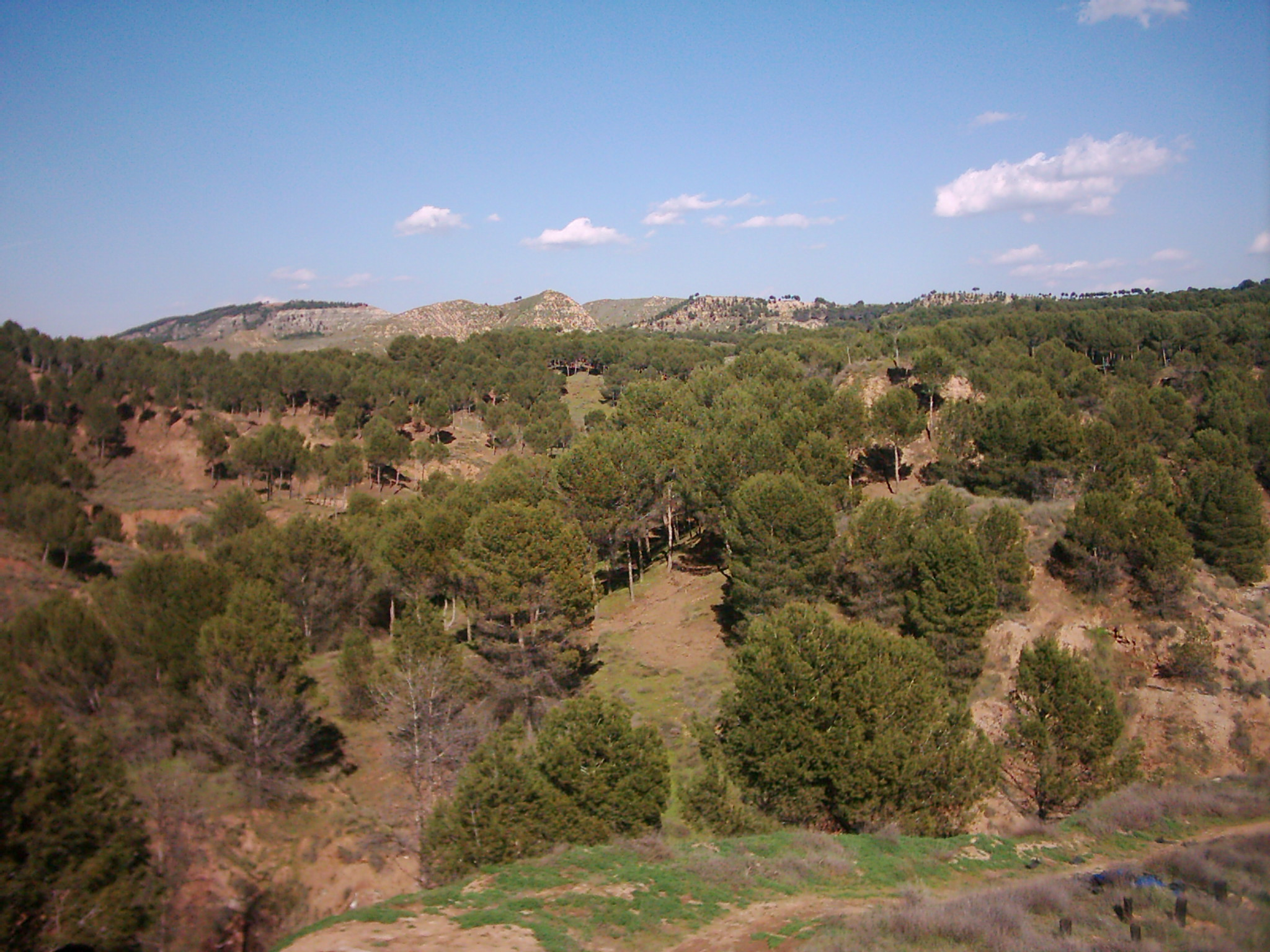
Unele zone au fost repopulate cu pini, deși cea mai mare parte este compusă tufe mediteraneanăe.

Los Cerros au șase habitate bine diferențiate: pământ sterp, coscojar, stejar, pădure și deal, luncă și văi și butași. 
Deși suferă o defrișare extinsă, zona a fost repopulată cu o masă împădurită compusă din Pinus halepensis, Pinus pinea, Quercus ilex⁠(d) (stejar), Quercus coccifera⁠(d) și Amygdalus communis . Cea mai mare parte a terenurilor sale este acoperită cu arbuști și ierburi compuse din rozmarin, mătură verde⁠(d), cimbru, esparto, iasomie, grozamă⁠(d), Larrea⁠(d) și lemnul Maicii Domnului .  Zona este populată de iepure și potârnichea roșie⁠(d), iar vulturii, gaie neagră și bufnițele îi domină cerul. 

## Parque de los Cerros de Alcalá de Henares
Zona cunoscută sub numele de Los Cerros de Alcalá de Henares a fost declarată Munte de Utilitate Publică în 2000, cu numărul 180 din Catalogul Munților de Utilitate Publică din Comunitatea Madrid.  Are o parcare la intrare și, la 500 de metri de aceasta, o aulă de natură. 

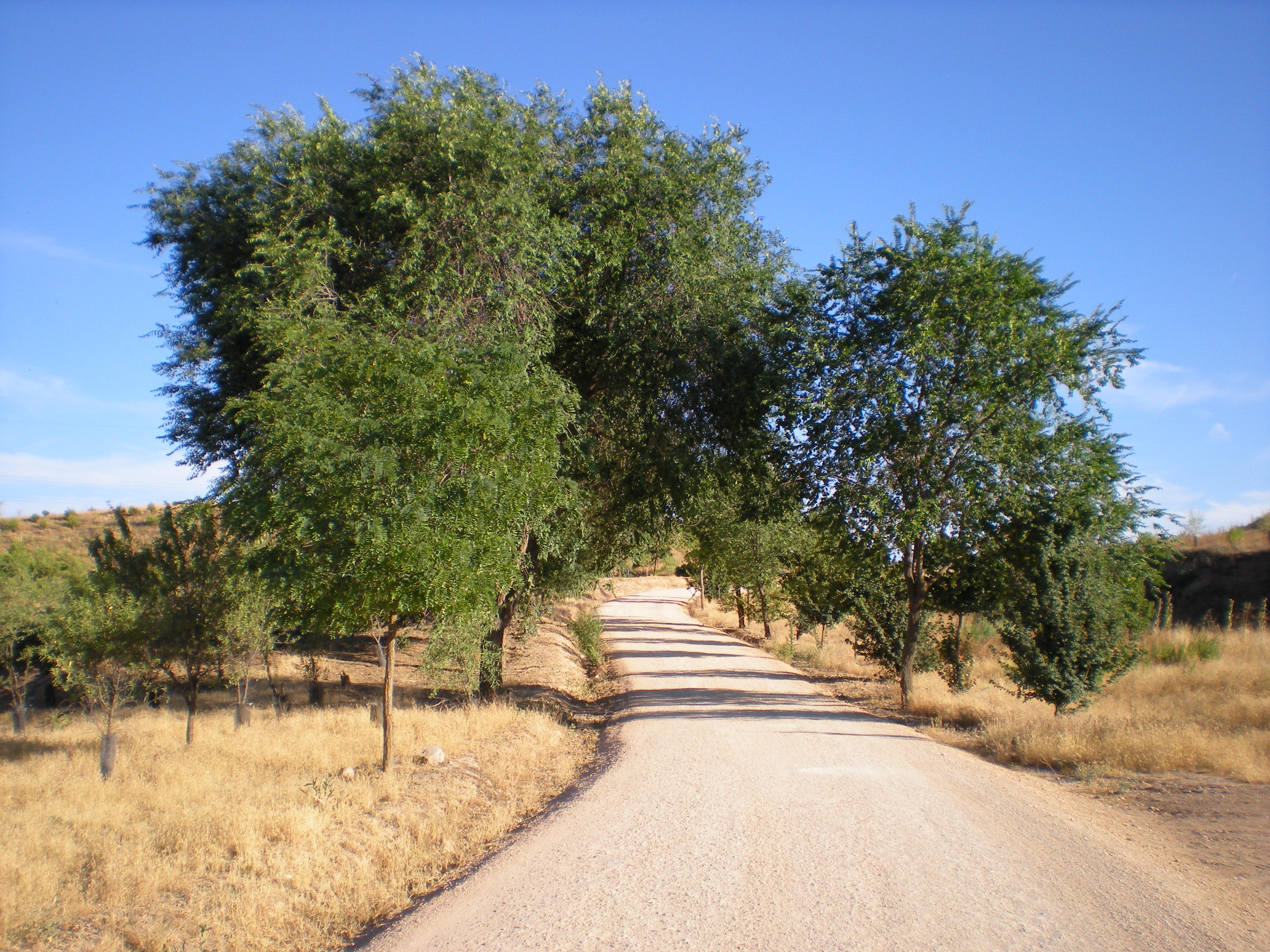
Un traseu prin Parque de los Cerros.

Are o suprafață totală de 806,80 ha. și un perimetru de 18.923 m. În interior există patru trasee amenajate pentru a merge pe jos sau cu bicicleta:  
- de los Tarayes sau Tamarix, cu o distanță de 2,5 km, marcată cu roșu.
- de la Puerta Verde, lungă de 5,2 km, marcată cu verde.
- al castelului arab Alcalá la Vieja, lung de 8 km, în albastru.
- a Ecce-Homo, la 10 km, în galben.